# Kloster Saint-André-de-Gouffern
Das Kloster Saint-André-de-Gouffern (auch Saint-André-en-Gouffern) ist eine ehemalige Zisterzienserabtei in Frankreich. Es lag in der Gemeinde La Hoguette im Département Calvados, Region Normandie, 5 km südöstlich von Falaise, am Bach von Trainefeuille. 

## Geschichte
Das im Jahr 1131 von Guillaume III. Talvas (1112 bis 1171), dem Grafen von Pontieu, gestiftete und mit Mönchen aus Kloster Savigny besiedelte Kloster schloss sich mit der Kongregation von Savigny im Jahr 1147 dem Zisterzienserorden an und unterstellte sich der Filiation der Primarabtei Clairvaux. 1149 ging von ihm die Gründung des Klosters Tironneau im Département Sarthe aus. Das Kloster besaß Grangien in Joué-du-Plain, Montgaroult, Moulins-sur-Orne und Crocy sowie Stadthäuser in Falaise und Caen. Die Mönche engagierten sich im Leinwandhandel in Falaise. Das Kloster verfügte auch über Weingärten in der Normandie und im Maine. In den Kriegen mit England wurde das Kloster 1356 teilweise in Brand gesetzt. und die Mönche mussten sich nach Falaise zurückziehen. 1555 fiel es in Kommende. Im Jahr 1790 war das Kloster noch mit sechs Mönchen besetzt; im gleichen Jahr folgte die Auflösung im Zug der französischen Revolution, das Kloster wurde daraufhin an einen Bauern Bellou aus Villers-Canivet veräußert.

## Bauten und Anlage
Die Anlage befindet sich in isolierter Lage. Erhalten sind das fast unbeschädigte Torhaus aus dem 14. Jahrhundert, der größte Teil des Konversenflügels mit einem zweischiffigen Refektorium, das Gästehaus vom Anfang des 14. Jahrhunderts mit einer gewölbten Halle und einem Schiffsdach sowie Reste der Kirche.